# Varoša, Famagusta
Varoša (grško Βαρώσια, latinizirano: Varósia, lokalno [vaˈɾoʃa]; turško Maraş [maˈɾaʃ] ali Kapalı Maraş) je južna četrt Famaguste, de jure ozemlje Cipra, ki je trenutno pod nadzorom Severnega Cipra. Po popisu prebivalstva Severnega Cipra leta 2011 je imela Varoša 226 prebivalcev. Območje Varoša ima površino 6,19 km².

## Etimologija
Ime 'Varoša' izhaja iz turške besede varoş (osmanskoturško واروش). Na ozemlju današnje Varoše so bili nekoč pašniki.

## Zgodovina
V zgodnjih 1970-ih je bila Famagusta najboljša turistična destinacija na Cipru. Da bi zadovoljili vse večje število turistov, so zgradili številne nove stolpnice in hotele. V času svojega razcveta Varoša ni bila samo najboljša turistična destinacija na Cipru, ampak je bila med letoma 1970 in 1974 ena najbolj priljubljenih turističnih destinacij, ki so jo obiskovale tudi znane osebnosti, kot so Elizabeth Taylor, Richard Burton, Raquel Welch in Brigitte Bardot.
Pred letom 1974 je bila Varoša moderno turistično območje mesta Famagusta. Njegovi ciprski grški prebivalci so pobegnili med turško invazijo na Ciper leta 1974, ko je mesto Famagusta prešlo pod turški nadzor, in od takrat je ostalo zapuščeno. Leta 1984 je resolucija Združenih narodov pozvala k predaji mesta nadzoru ZN in dejala, da se lahko v mesto preselijo samo prvotni prebivalci, ki so bili izgnani.
Vstop v del Varoše je bil civilistom odprt leta 2017.

## Vladavina Turkov na Cipru
Avgusta 1974 je turška vojska napredovala do zelene črte, demilitariziranega območja ZN med ciprskimi Grki in ciprskimi Turki ter nadzorovala in ogradila Varošo. Le nekaj ur preden sta se ciprska grška in turška vojska srečali v spopadu na ulicah Famaguste, je celotno prebivalstvo ciprskih Grkov v strahu pred pokolom zbežalo v Paralimni, Derinijo in Larnako. Pri evakuaciji je pomagala in vodila bližnja britanska vojaška baza. Paralimni je od takrat postal sodobna prestolnica province Famagusta na Cipru, ki ga vodijo ciprski Grki.
Turška vojska je od leta 2017 dovolila vstop le turški vojski in osebju Združenih narodov.
Eden takih načrtov za naselitev je bil Annanov načrt za ponovno združitev otoka, ki je predvideval vrnitev Varoše prvotnim prebivalcem. Načrt so zavrnili ciprski Grki na referendumu leta 2004. Resolucija Varnostnega sveta ZN 550 navaja, da »šteje poskuse poselitve katerega koli dela Varoše z ljudmi, ki niso njeni prebivalci, za nedopustne in poziva k prenosu tega območja pod upravo Združenih narodov«.
Evropsko sodišče za človekove pravice je osmim ciprskim Grkom prisodilo od 100.000 do 8.000.000 evrov, ker so bili zaradi invazije leta 1974 prikrajšani za svoje domove in lastnino. Primer so skupaj vložili poslovnež Konstantinos Lordos in drugi z glavno sodbo v zadevi Lordos iz novembra 2010. Sodišče je razsodilo, da je Turčija v primeru osmih pritožnikov kršila 1. člen Protokola Prve Evropske konvencije o človekovih pravicah o pravici do mirnega uživanja posesti, v primeru sedmih pritožnikov pa je Turčija kršila 8. člen o pravici do spoštovanja zasebnega in družinskega življenja.
V odsotnosti človekovega bivališča in vzdrževanja stavbe še naprej propadajo. Sčasoma je dele mesta začela osvajati narava, saj kovino razjeda, okna so razbita, rastline pa poganjajo svoje korenine v stene in tlake ter divje rastejo v starih okenskih škatlah. Leta 2014 je BBC poročal, da so opazili morske želve, ki gnezdijo na plažah v mestu.
Med ciprsko raketno krizo (1997–1998) je vodja ciprskih Turkov Rauf Denktaş zagrozil, da bo prevzel Varošo, če se ciprska vlada ne bo umaknila.

## Lastnosti
Glavne značilnosti Varoše so vključevale avenijo Johna F. Kennedyja, ulico, ki je potekala od blizu pristanišča Famagusta, skozi Varošo in vzporedno s plažo Glossa. Vzdolž avenije JFK je bilo veliko znanih hotelov, vključno s hotelom King George, hotelom Asterias, hotelom Grecian, hotelom Florida in hotelom Argo, ki je bil najljubši hotel Elizabeth Taylor. Hotel Argo je blizu konca avenije JFK in gleda proti Protarasu in zalivu Fig Tree. Druga glavna ulica v Varoši je bila Leonidas (grško Λεωνίδας), glavna ulica, ki je izhajala iz avenije JFK in vodila proti zahodu proti Dunajskemu vogalu. Leonidas je bila glavna ulica za nakupovanje in prosti čas v Varoši, sestavljena iz barov, restavracij, nočnih klubov in trgovine z avtomobili Toyota.

## Sodni primeri
Po navedbah ciprskih Grkov obstaja 425 parcel na obali Varoša, ki se razteza od hotela Contandia do hotela Golden Sands. Skupno število parcel v Varoši je 6082.
Pri Komisiji za nepremičnine (IPC) Severnega Cipra je 281 ciprskih Grkov vložili zahtevek za odškodnino.
Leta 2020 je ciprski Grk Demetrios Hadjihambis vložil tožbo za državno odškodnino zaradi finančnih izgub.

## Ponovno odprtje za civilno bivanje
Po popisu prebivalstva Severnega Cipra leta 2011 je bilo v Varoši 226 prebivalcev.
Leta 2017 je bila plaža Varoša odprta za izključno uporabo Turkov (tako ciprskih Turkov kot turških državljanov).
Leta 2019 je vlada Severnega Cipra napovedala odprtje Varoše za naselitev. 14. novembra 2019 je Ersin Tatar, predsednik vlade Severnega Cipra, napovedal, da namerava Severni Ciper odpreti Varošo do konca leta 2020.
25. julija 2019 je Komisija za inventar Varoše Severnega Cipra začela analizo inventarja stavb in druge infrastrukture.
9. decembra 2019 je Ibrahim Benter, generalni direktor uprave verske fundacije EVKAF ciprskih Turkov, razglasil celotno območje Maraş/Varoša za last EVKAF. Benter je dejal, da »"EVKAF lahko podpiše najemne pogodbe s ciprskimi Grki, če sprejmejo, da ograjeno mesto pripada EVKAF«.
V letih 2019–20 je vlada Severnega Cipra zaključila stavbni popis. Turška odvetniška zbornica je 15. februarja 2020 organizirala okroglo mizo v hotelu Sandy Beach v Varoshi, ki so se je udeležili turški uradniki. Udeležili so se je podpredsednik Fuat Oktay in minister za pravosodje Abdulhamit Gül, uradniki ciprskih Turkov, predstavniki verske fundacije ciprskih Turkov Evkaf ter pravniki Turkov in ciprskih Turkov.
22. februarja 2020 je Ciper izjavil, da bo dal veto na sredstva Evropske unije za ciprske Turke, če bo Varoša odprta za naselitev.
6. oktobra 2020 je Ersin Tatar, predsednik vlade Severnega Cipra, napovedal, da bo območje plaže Varoša ponovno odprto za javnost 8. oktobra 2020. Turški predsednik Recep Tayyip Erdoğan je dejal, da Turčija v celoti podpira odločitev. Do te poteze je prišlo pred predsedniškimi volitvami Severnega Cipra leta 2020, na katerih je bil kandidat Tatar. Podpredsednik vlade Kudret Özersay, ki je že delal na ponovnem odprtju, je dejal, da to ni popolno ponovno odprtje območja, da je to le enostranski volilni trik Tatarja. Njegova Ljudska stranka se je umaknila iz tatarskega kabineta, kar je vodilo v razpad vlade ciprskih Turkov. Šef EU-ja je načrt obsodil in ga označil za »resno kršitev« sporazuma ZN o prekinitvi ognja. Poleg tega je Turčijo pozval, naj to dejavnost ustavi. Generalni sekretar ZN je izrazil zaskrbljenost zaradi odločitve Turčije.
8. oktobra 2020 so bili odprti nekateri deli Varoše od Doma častnikov turške in ciprske turške vojske do hotela Golden Sands.
Novembra 2020 sta turški predsednik Recep Tayyip Erdoğan in turški veleposlanik v Nikoziji obiskala Varošo. Poleg tega je bila glavna avenija v Varoši preimenovana po Semihu Sancarju, načelniku generalštaba Turčije od leta 1973 do 1978, kar je obdobje vključno s turško invazijo na Ciper leta 1974.
Evropski parlament je 27. novembra pozval Turčijo, naj prekliče svojo odločitev o ponovnem odprtju dela Varoše in nadaljuje pogajanja za rešitev ciprskega problema na podlagi federacije dveh skupnosti in dveh območij, ter pozval Evropsko unijo, naj uvede sankcije proti Turčiji, če se stvari ne spremenijo. Turčija je resolucijo zavrnila in dodala, da bo Turčija še naprej ščitila svoje pravice in pravice ciprskih Turkov. Tudi predsedstvo Turške republike Severni Ciper je obsodilo resolucijo.
20. julija 2021 je Tatar, predsednik Severnega Cipra, napovedal začetek druge faze odprtja Varoše. Spodbudil je ciprske Grke, naj se obrnejo na Komisijo za nepremičnine Turške republike Severnega Cipra, da zahtevajo nazaj svojo lastnino, če imajo take pravice.
Mošeja Bilal Aga, zgrajena leta 1821 in ukinjena leta 1974, je bila ponovno odprta 23. julija 2021.
Kot odgovor na odločitev vlade turškega Cipra je predsedniška izjava Varnostnega sveta Združenih narodov z dne 23. julija dejala, da je poselitev katerega koli dela zapuščenega ciprskega predmestja Varoša »z ljudmi, ki niso njegovi prebivalci, 'nedopustna'«. Istega dne je Turčija zavrnila predsedniško izjavo VSZN o Marasu (Varoši) in dejala, da te izjave temeljijo na grško-grški ciprski propagandi, so neutemeljene in neutemeljene trditve ter niso v skladu z realnostjo na Otok. Dne 24. julija 2021 je predsedstvo Severnega Cipra obsodilo predsedniško izjavo VS ZN z dne 23. julija in izjavilo, da »jo vidimo in obsojamo kot poskus ustvarjanja ovire za imetnike lastninskih pravic v Varoši, da dosežejo svoje pravic«.
Do 1. januarja 2022 je Varošo od odprtja za civiliste 6. oktobra 2020 obiskalo skoraj 400.000 ljudi.
19. maja 2022 je Severni Ciper odprl 600 m dolg x 400 m širok del plaže na plaži Golden Sands (od hotela King George do zgradbe Oceania) v Varoši za komercialno uporabo. Postavljeni so bili ležalniki in senčniki.
UNFICYP je dejal, da bo o odločitvi ciprskih turških oblasti, da odpre del plaže v Varoši, obravnaval varnostni svet, je v petek povedal tiskovni predstavnik mirovnih sil Aleem Siddique. ZN so sporočili, da je »stališče glede Varoše nespremenjeno in pozorno spremljamo situacijo«.
Oktobra 2022 so ciprski Turki napovedali, da bodo v mestu odprli javne ustanove.
Aprila 2023 je hotel Cleo, sedemnadstropni hotel Golden Seaside in hotel Aegean s tremi zvezdicami, kupil ciprski turški poslovnež od njihovih grško-ciprskih lastnikov, ki jih bo upravljal do leta 2025.
Vlada Severnega Cipra se je 10. avgusta 2023 odločila zgraditi marino in turistični objekt v Varoši.

## V popularni kulturi
Varoša je v svoji knjigi Svet brez nas analiziral Alan Weisman kot primer neustavljive moči narave.
Ciprski Grk Michael Cacoyannis je opisal mesto in intervjuval njegove izgnane državljane v filmu Attilas '74, posnetem leta 1975.
Leta 2021 je beloruska skupina Main-De-Gloire temu mestu, ki je postalo mesto duhov, posvetila pesem.

## Galerija
- A newly paved road, Democracy Street, and abandoned buildings after reopening in 2020 (the white building to the right is the old school of art)
- An abandoned house in Varosha;  in front of the home is a frayed teddy bear.
- One of the many dilapidated hotels that were abandoned in 1974.
- In the foreground, the fence that separates Varosha from the accessible area of Famagusta Bay.
- Varosha in 2009
- Varosha
- Sign to Varosha
- Varosha forbidden military area
- Abandoned hotels